# 美巴条约
《美巴條約》（英語：Hay–Bunau-Varilla Treaty ；西班牙語：Tratado Hay-Bunau Varilla）是巴拿马与美国就巴拿马运河歸屬所签订的条约，1903年巴拿马为从哥伦比亚合众国独立以换得美国在外交、军事、经济上的援助而签订。条约规定巴拿马以1000万美元的价格向美国出让運河主权，以及运河两侧各8公里，面积1673平方公里的土地以并转交给美国永久使用。巴拿马因此获得美国的帮助而独立，并且，巴拿马运河的建设全部资金人力都是由美方完成。 
巴拿马于1977年巴美协商宣布签订《巴拿马运河条约》，美国于1999年12月31日中午向巴拿马政府交还运河的主权。